# 中国石油天然気集団
中国石油天然気集団公司（ちゅうごくせきゆてんねんきしゅうだんこうし、英語: China National Petroleum Corporation、略称：中国石油集団・CNPC）は、中華人民共和国の国有企業であり、原油・天然ガスの生産と供給、および石油化学工業製品の生産・販売において中国最大の規模を誇る会社である。新セブンシスターズの一社でもある。
中国石油天然気（ペトロチャイナ）は主要な子会社である。
中国国内では中国東北部や華北、新疆ウイグル自治区などに大型油田・ガス田、および各地に大型石油化学工場を保有する。

## 中国石油天然気（ペトロチャイナ）
CNPCは事業再構築の過程で、中国国内の資産や事業のほとんどを中国石油天然気股份有限公司（ペトロチャイナ）に分割・民営化した。ペトロチャイナは2000年に香港証券市場およびニューヨーク証券市場に上場したが、CNPCはペトロチャイナの株式の90％を保有している。2007年の上海証券市場上場に伴って時価総額で世界一となり、2011年に2位に下るも2015年にも時価総額でエクソンモービルを超えた。アジア最大の純利益を誇る「アジアで最も稼ぐ企業」と呼ばれたこともあり、2015年時点で世界の売上高ランキングでは中国石油化工とともにエクソンモービルやサウジアラビアのアラムコを凌いでいる。

## 世界での資源獲得
CNPCは世界中で石油資源の獲得に全力を挙げており、アルジェリア、アゼルバイジャン、エジプト、カナダ、インドネシア、ミャンマー、オマーン、ペルー、スーダン、南スーダン、リビア、シリア、ベネズエラ、イラク、イラン、ロシア、トルクメニスタン、アラブ首長国連邦などで30箇所以上の油田・ガス田の探査や開発にあたっている。中央アジア・中国パイプラインと中国・ビルマ・パイプラインやロシアとの東シベリア・太平洋石油パイプラインなどのパイプラインの建設も行った。
また企業買収による国際展開もはかっており、2004年にカナダのSheer Enrgyの子会社を買収して中東最古のマスジェデ・ソレイマーン油田の権益を取得した。2005年8月にはCNPCはペトロカザフスタン社（カナダのカルガリーに本社を置き、主にカザフスタンでの原油・天然ガス生産を行うカナダ企業）を41.8億米ドルで買収することで合意を交わしたと発表した。これは中国企業による最大級の海外企業買収事案であった。これに対し、ロシアのルクオイル社が買収阻止に乗り出したが、カナダの裁判所が訴えを却下したことで2005年10月26日に買収は完了した。

## 沿革
CNPCの前身となる中華人民共和国の石油工業部（石油工業省）は1955年7月30日に成立した。
石油工業部は同年、新疆ウイグル自治区・ジュンガル盆地でカラマイ油田（ジュンガル油田）を発見したことを皮切りに、1950年代末から1960年代初頭にかけて青海省の青海油田、黒竜江省の大慶油田、山東省東営市の勝利油田、渤海沿岸の油田など巨大油田の採掘に成功した。
1982年2月、中国政府は沖合の大陸棚の海底油田・ガス田開発のために国有企業の中国海洋石油総公司 (CNOOC) を設立した。石油工業部など中国側の省庁には海底油田探索のための十分な技術がなく、外資と共同開発するための受け皿企業であった。
この時期、石油工業部自体の国営企業への分割が進み、1983年7月、精製など石油化学工業を担当する国有企業中国石油化工総公司（シノペック）が誕生し、1988年9月17日には国務院による機構改革で石油工業部が廃止され、石油探査・採掘を行う国有企業である中国石油天然気総公司へと生まれ変わった。
1998年3月、中小の石油関係工場の乱立を是正するため、世界で戦える産油企業・石油化学企業への戦略的再編を目指して国務院による再度の機構改革が行われた。それまで違う分野を手がけていた中国石油化工総公司と中国石油天然気総公司は、組織再編や事業交換の上、石油探査から加工までを一貫して行う二つの特大企業グループとして再編され、同年7月27日、中国石油天然気集団公司 (CNPC) と中国石油化工集団公司（シノペック）が正式に成立した。CNPCは現業部門を2000年に民間企業の中国石油天然気へと分割している。
2013年8月以降、現職幹部や過去の大幹部にして政権の要職についていた周永康に対する汚職調査が活発化。拘束による取調べや失脚が相次いだ。